# NGC 7589
NGC 7589 é uma galáxia espiral (Sa) localizada na direcção da constelação de Pisces. Possui uma declinação de +00° 15' 42" e uma ascensão recta de 23 horas, 18 minutos e 15,6 segundos.
A galáxia NGC 7589 foi descoberta em 23 de Outubro de 1864 por Albert Marth.